# Bahamasternkolibri
Der Bahamasternkolibri (Nesophlox evelynae, Syn. Philodice evelynae; Calliphlox evelynae ) oder Bahamakolibri ist eine Vogelart aus der Familie der Kolibris (Trochilidae), die nur auf den Bahamas und den Turks- und Caicosinseln vorkommt. Der Bestand wird von der IUCN als „nicht gefährdet“ (least concern) eingeschätzt.

## Merkmale
Der Bahamasternkolibri erreicht eine Körperlänge von 7,8 bis 8,2 cm bei einem Gewicht von 2,5 bis 3,3 g. Das Männchen hat einen leicht gebogenen Schnabel. Der Rücken schimmert grün. Hinter dem Auge (postokular) liegt ein kleiner weißer Fleck. Kinn und Kehle glitzern violett, die Brust ist weiß. Der rötlichbraune Bauch hat grünliche Beimischungen. Die hinteren Flanken sind rötlichbraun. Beim stark gegabelten Schwanz sind die äußeren Steuerfedern grün, der Rest mit teils zimtfarbenen Innenfahnen. Im Schlichtkleid wird die Färbung der Kehle durch ein blasses Grau ersetzt. Das Weibchen besitzt eine dumpf grüne Oberseite und ebenfalls einen weißen postokularen Fleck. Kinn und Kehle sind hellgrau mit kleinen grünen Flecken. Die Brust ist weißlich, der Bauch rötlichbraun. Der Schwanz ist im Gegensatz zum Männchen abgerundet, wobei die zentralen Steuerfedern grün, die anderen zimtfarben mit einem breiten schwarzen subterminalen Band sind. Juvenile Männchen haben schmale, hell gelbbraune Flecken auf der Oberseite, eine hellgraue bis dunkel zimtfarbene Kehle mit Linien und dunklen Flecken und typischerweise einige magentafarbene Flecken. Beim gegabelten Schwanz sind die äußeren Steuerfedern etwas länger, überwiegend schwärzlich mit nur wenig Zimtfarbe an der Basis sowie kleineren zimtfarbenne Flecken. Junge Weibchen haben ebenfalls helle, gelbbraune bis graue Flecken auf der Unterseite, hellere zimtfarbene Seiten ohne grüne Flecken sowie einen helleren zimtfarbenen Schwanz.

## Verhalten
Bahamasternkolibris sammeln Nektar an blühenden Büschen, Reben und Bäumen unterschiedslos an einheimischen und eingeführten Pflanzenarten. Zu den Nektarquellen gehören Russelia, Löwenohren, Prunkwinden, Euphorbia fulgens, Pedilanthus, Duranta, Wandelröschen, Stachytarpheta, Ernodes, Dicliptera, Kordien und Bauhinien. Die Insekten jagen sie im Flug. Die Männchen verteidigen ihr Revier aggressiv. Bahamasternkolibris werden generell als Standvögel betrachtet, doch gab es auch Berichte über einzelne Exemplare in den USA oder auf Kuba.

## Lautäußerungen
Der Ruf besteht aus einem rhythmischen prititidi, prititidi, prititidi und gelegentlich aus einem schrillen tit, titit, tit, titi, welches oft durch Erhöhung der Geschwindigkeit in ein Rasseln übergeht.

## Verbreitung und Lebensraum

Verbreitungsgebiet (grün) des Bahamasternkolibri

Die Art kommt praktisch in allen Lebensräumen der Bahamas und der Turks- und Caicosinseln vor. Das Habitat reicht von den Küstengebieten über Kiefernwälder bis hin zu Gärten und Parkanlagen.

## Fortpflanzung
Bahamasternkolibris brüten das ganze Jahr über, doch ist die Hauptbrutsaison von Januar bis April. Dabei bauen sie ein kleines, kelchförmiges Nest aus Pflanzenfasern und Spinnweben, das sie mit baumwollähnlichen Materialien ausschmücken. Die Außenseite wird mit kleinen Baumrindestücken dekoriert. Das Nest bauen sie in den Verästelungen kleiner Zweige oder am Ende der Zweige in Höhen zwischen einem und sieben Metern. Über die Nistbäume existieren nur wenige Beobachtungen: Ein Nest wurde in einer Kasuarine entdeckt. Das Gelege enthält zwei Eier; die Brutzeit dauert 15 bis 16 Tage. Die Küken sind schwarz mit grauem Rücken. Die Nestlingszeit beträgt 20 bis 24 Tage, und die Jungtiere bleiben weitere 20 bis 30 Tage bei ihren Eltern. Ihre erste Brut haben sie im zweiten Jahr ihres Lebens.

## Unterarten
Die Art gilt als monotypisch. Nesophlox evelynae salita Greenway, JC 1936 wird heute als Synonym zur Nominatform betrachtet.

## Etymologie und Forschungsgeschichte
Jules Bourcier beschrieb den Bahamasternkolibri unter dem Namen Trochilus Evelynae. Das Typusexemplar hatte George Loddiges von William Swainson aus Nassau erhalten. Lange wurde er der 1831 von Friedrich Boie eingeführten die Gattung Calliphlox zugeordnet. Dieser Name leitet sich von den griechischen Wörtern κάλλος, καλός kállos, kalós für „Schönheit, schön“ und φλόξ, φλογός phlóx, phlogós für „Flamme“ ab. Basierend auf einem Artikel von Teresa Jeanne Feo, Jacob MacLennan Musser, Jacob Berva und Christopher James Clark aus dem Jahr 2015 wurde die Art heute in die von Robert Ridgway 1910 eingeführte Gattung Nesophlox gestellt. Dieser Name ist ein griechisches Wortgebilde aus νησος nēsos für „Insel“ und φλόξ, φλογός phlóx, phlogós für „Flamme“. Wer mit dem Artnamen evelynae geehrt werden sollte, ist unklar, da Bourcier keine Angaben dazu machte. Möglicherweise war Evelyn Pyle Fawcett geb. Loddiges (1844–1893) gemeint, eine Tochter von Conrad Loddiges II (1821–1865), von dem Bourcier den Balg erhalten hatte. Salita leitet sich vom lateinischen „salitus, sal, salis“ für „gesalzen, bestreut, scharf, spitz, Salz“ ab.
Calliphlox lyrura (Gould, 1869) galt bis 2015 als Unterart des Bahamasternkolibris, wurde aber vom North American Classification Committee (NACC) auf Grundlage neuer Daten zur Morphologie, zu Stimme und Gesang, zum Balzverhalten und zur Genetik zur eigenen Art aufgewertet.